# Henry Lark Pratt

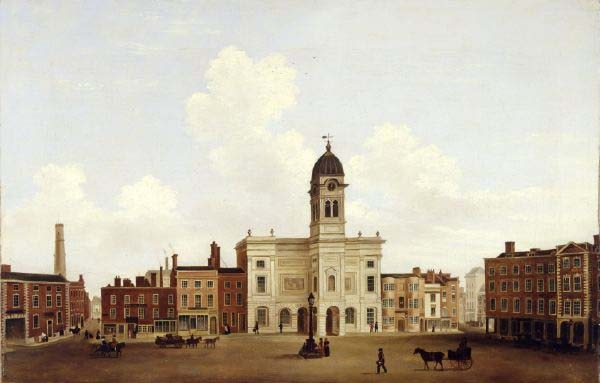
La piazza del Mercato a nel 1850

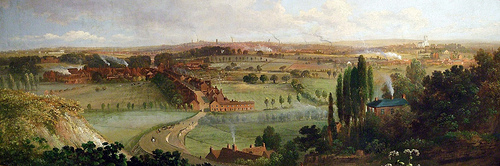
Etruria da Basford Bank

Henry Lark Pratt (Derby, 1805 – 1873) è stato un pittore inglese, formatosi nel settore della porcellana.

## Biografia
Pratt nacque nella parrocchia di San Pietro a Derby il 16 febbraio 1805 e fu apprendista presso la fabbrica di Porcellana di Derby dall'età di circa dodici anni; apprendistato completato nel 1824. Rimase a Derby fino al 1830 per poi lavorare per Mintons dal 1831 al novembre 1836 come pittore. Sei mesi prima di lasciare questo lavoro sposò Margaret Windsor di Stoke on Trent, da cui ebbe vari figli. Ad uno di questi, nato nel 1839, fu dato lo stesso nome completo del padre ed anch'esso divenne un artista.
Nel 1841 Pratt descrisse la sua professione come artista nel censimento e nel 1844 iniziò ad interessarsi alla pittura ad olio. Fu poi impiegato a disegnare sale baronali nelle contee vicine. Gli piaceva dipingere ed era appassionato di paesaggi e in particolare la valle di Dovedale sul bordo del Derbyshire e dello Staffordshire. Tra i suoi clienti ci furono i |duchi di Devonshire e la regina Vittoria che acquistò un servizio da tavola con vista del castello di Windsor che Pratt aveva dipinto.
Si trasferì di nuovo a Derby nel 1851, mantenendo con le sue doti artistiche sia sé stesso che la moglie ed i loro nove figli. Nel 1861 egli stesso si descrisse come un "pittore del paesaggio sulla Cina." Morì il 3 marzo 1873 a Stoke on Trent. Suo figlio Henry Lark Pratt cambiò il suo nome in Hinton per cercare di evitare confusione con il padre, ma questo non fu di grande effetto e lui stesso lasciò dipinti firmati "HLPratt". Pratt (junior) partecipò ad una mostra presso la Royal Academy nel 1867 e sei anni dopo un suo altro dipinto fu accettato dalla Society of British Artists. Morì nel 1875 all'età di 36.

## Opere
Diversi dipinti di Henry Lark Pratt sono al Derby Museum and Art Gallery nella sua città natale ed altri dipinti sono presso la galleria a Newcastle-under-Lyme.